# 카롤 디빈
카롤 에밀 "카르츠시" 디빈(체코어: Karol Emil "Karcsi" Divín, 1936년 2월 22일~2022년 4월 6일)은 체코슬로바키아의 피겨스케이팅 선수로 1960년 동계 올림픽에서 은메달을 획득했고, 세계 선수권 대회에서 메달을 2번 (1962년 은메달, 1964년 동메달)획득했다.

## 생애
디빈은 1936년 2월 22일에 부다페스트에서 태어났다. 디빈의 가족은 1946년에 브라티슬라바로 이주했다.

## 선수 경력
이탈리아 볼차노에서 열린 1954년 유럽 선수권 대회에서 디빈은 동메달을 획득했다. 그는 1956년 코르티나담페초에서 열린 1956년 동계 올림픽에서 5위를 기록했다. 유럽 선수권 대회에서 3년 연속 동메달을 획득한것에 이어, 그는 오스트리아 빈에서 열린 1957년 유럽 선수권 대회에서 은메달을 획득했다. 1960년 동계 올림픽 대비를 위해 트리플 루프를 연습했으나 근육을 찢기는 부상을 입으며 1960년에 유럽 선수권 대회는 기권했다. 디빈은 체코슬로바키아 프라하에서 열린 1962년 세계 선수권 대회에서 은메달을 획득했다. 그는 1964년 오스트리아 인스부르크에서 열린 1964년 동계 올림픽에서 4위를 했다. 그는 서독 도르트문트에서 열린 1964년 세계 선수권 대회에서 동메달을 획득한후 현역에서 은퇴했다. 은퇴한 후 핀란드에서 코치 생활을 했다.

## 개인사
1960년대에 체코슬로바키아의 페어 스케이팅 선수 올가 레이니쇼바와 결혼했다.

## 참조
1. ↑  “Register of olympionikov zo Slovenska” (PDF) (슬로바키아어). 슬로바키아 올림픽 위원회. 28쪽. 2016년 7월 5일에 원본 문서 (PDF)에서 보존된 문서. 2016년 7월 7일에 확인함.